# Lucia Quinciani
Lucia Quinciani, född 1566, död 1611, var en italiensk kompositör.
Hon är den tidigast kända publicerade kvinnliga kompositören av monodi. Hon var skaparen av "Udite lagrimosi spirti d’Averno, udite", ur Giovanni Battista Guarinis Il pastor fido, i Marcantonio Negris Affetti amorosi, där Negri beskriver henne som sin student.